# Premiul Pulitzer pentru dramaturgie

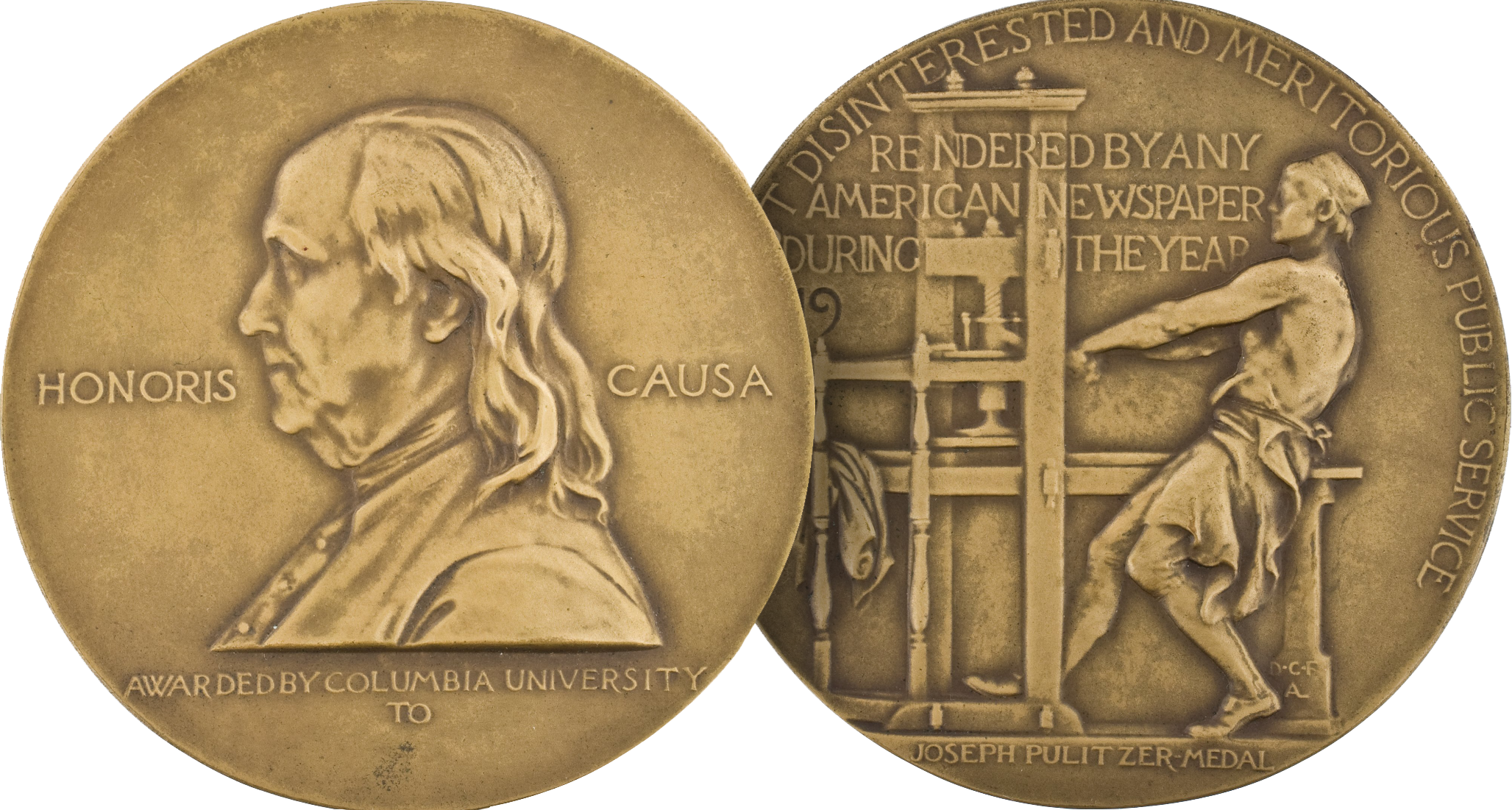
Premiul Pulitzer pentru dramaturgie

Premiul Pulitzer pentru dramaturgie este unul dintre cele șapte premii Pulitzer, care sunt acordate anual pentru literatură, teatru și muzică. Este unul dintre premiile Pulitzer originale, pentru că programul a fost inaugurat în anul 1917, cu șapte premii, dintre care patru au fost acordate în acel an. (Nu s-a acordat niciun premiu pentru dramaturgie, cu toate acestea, astfel încât el a fost inaugurat de fapt în 1918.) El este decernat unei piese de teatru pusă în scenă în Statele Unite ale Americii în timpul anului calendaristic precedent.

## Premii și nominalizări
În primii 98 de ani până în 2013, Premiul Pulitzer pentru dramaturgie a fost acordat de 82 de ori; nu a fost acordat niciunul în 15 ani și nu a fost niciodată divizat. Multe dintre premii au fost câștigate de mai multe persoane care au colaborat, fiind cinci câștigători în 1976.

### Anii 1910
- 1917: nedecernat[1]
- 1918: Why Marry? – Jesse Lynch Williams
- 1919: nedecernat

| - 1920: Beyond the Horizon – Eugene O'Neill - 1921: Miss Lulu Bett – Zona Gale - 1922: Anna Christie – Eugene O'Neill - 1923: Icebound – Owen Davis - 1924: Hell-Bent Fer Heaven – Hatcher Hughes - 1925: They Knew What They Wanted – Sidney Howard - 1926: Craig's Wife – George Kelly - 1927: In Abraham's Bosom – Paul Green - 1928: Strange Interlude – Eugene O'Neill - 1929: Street Scene – Elmer Rice | - 1930: The Green Pastures – Marc Connelly - 1931: Alison's House – Susan Glaspell - 1932: Of Thee I Sing – George S. Kaufman, Morrie Ryskind, Ira Gershwin - 1933: Both Your Houses – Maxwell Anderson - 1934: Men in White – Sidney Kingsley - 1935: The Old Maid – Zoë Akins - 1936: Idiot's Delight – Robert E. Sherwood - 1937: You Can't Take It with You – Moss Hart, George S. Kaufman - 1938: Our Town – Thornton Wilder - 1939: Abe Lincoln in Illinois – Robert E. Sherwood |

| - 1940: The Time of Your Life – William Saroyan - 1941: There Shall Be No Night – Robert E. Sherwood - 1942: nedecernat - 1943: The Skin of Our Teeth – Thornton Wilder - 1944: nedecernat - 1945: Harvey – Mary Coyle Chase - 1946: State of the Union – Russel Crouse, Howard Lindsay - 1947: nedecernat - 1948: Un tramvai numit dorință – Tennessee Williams - 1949: Moartea unui comis-voiajor – Arthur Miller | - 1950: South Pacific – Richard Rodgers, Oscar Hammerstein II, Joshua Logan - 1951: nedecernat - 1952: The Shrike – Joseph Kramm - 1953: Picnic – William Inge - 1954: The Teahouse of the August Moon – John Patrick - 1955: Cat on a Hot Tin Roof – Tennessee Williams - 1956: Jurnalul Annei Frank – Albert Hackett și Frances Goodrich - 1957: Long Day's Journey into Night – Eugene O'Neill - 1958: Look Homeward, Angel – Ketti Frings - 1959: J.B. – Archibald MacLeish |

| - 1960: Fiorello! * – Jerome Weidman, George Abbott, Jerry Bock și Sheldon Harnick - 1961: All the Way Home – Tad Mosel - 1962: How to Succeed in Business Without Really Trying – Frank Loesser și Abe Burrows - 1963: nedecernat - 1964: nedecernat - 1965: The Subject Was Roses – Frank D. Gilroy - 1966: nedecernat - 1967: A Delicate Balance – Edward Albee - 1968: nedecernat - 1969: The Great White Hope – Howard Sackler | - 1970: No Place to be Somebody – Charles Gordone - 1971: The Effect of Gamma Rays on Man-in-the-Moon Marigolds – Paul Zindel - 1972: nedecernat - 1973: That Championship Season – Jason Miller - 1974: nedecernat - 1975: Seascape – Edward Albee - 1976: A Chorus Line – Michael Bennett, Nicholas Dante și James Kirkwood, Jr., Marvin Hamlisch și Edward Kleban - 1977: The Shadow Box – Michael Cristofer - 1978: The Gin Game – Donald L. Coburn - 1979: Buried Child – Sam Shepard |

### Anii 1980
| - 1980: Talley's Folly – Lanford Wilson - 1981: Crimes of the Heart – Beth Henley - 1982: A Soldier's Play – Charles Fuller - 1983: 'night, Mother – Marsha Norman - True West – Sam Shepard - 1984: Glengarry Glen Ross – David Mamet - Fool for Love – Sam Shepard - Painting Churches – Tina Howe - 1985: Sunday in the Park with George – James Lapine și Stephen Sondheim - The Dining Room – A. R. Gurney - The Gospel at Colonus – Lee Breuer, Bob Telson | - 1986: nedecernat - 1987: Fences – August Wilson - Broadway Bound – Neil Simon - A Walk in the Woods – Lee Blessing - 1988: Driving Miss Daisy – Alfred Uhry - Boy's Life – Howard Korder - Talk Radio – Eric Bogosian - 1989: The Heidi Chronicles – Wendy Wasserstein - Joe Turner's Come and Gone – August Wilson - M. Butterfly – David Henry Hwang |

### Anii 1990
| - 1990: The Piano Lesson – August Wilson - And What of the Night? – María Irene Fornés - Love Letters – A. R. Gurney - 1991: Lost in Yonkers – Neil Simon - Prelude to a Kiss – Craig Lucas - Six Degrees of Separation – John Guare - 1992: The Kentucky Cycle – Robert Schenkkan - Conversations with My Father – Herb Gardner - Miss Evers' Boys – David Feldshuh - Two Trains Running – August Wilson - Sight Unseen – Donald Margulies - 1993: Angels in America: Millennium Approaches – Tony Kushner - The Destiny of Me – Larry Kramer - Fires in the Mirror – Anna Deavere Smith - 1994: Three Tall Women – Edward Albee - Keely and Du – Jane Martin - A Perfect Ganesh – Terrence McNally | - 1995: The Young Man From Atlanta – Horton Foote - The Cryptogram – David Mamet - Seven Guitars – August Wilson - 1996: Rent – Jonathan Larson - A Fair Country – Jon Robin Baitz - Old Wicked Songs – Jon Marans - 1997: nedecernat - Collected Stories – Donald Margulies - The Last Night of Ballyhoo – Alfred Uhry - Pride's Crossing – Tina Howe - 1998: How I Learned to Drive – Paula Vogel - Freedomland – Amy Freed - Three Days of Rain – Richard Greenberg - 1999: Wit – Margaret Edson - Running Man – Cornelius Eady și Diedre Murray - Side Man – Warren Leight |

### Anii 2000
| - 2000: Dinner with Friends – Donald Margulies - In the Blood – Suzan-Lori Parks - King Hedley II – August Wilson - 2001: Proof – David Auburn - The Play About the Baby – Edward Albee - The Waverly Gallery – Kenneth Lonergan - 2002: Topdog/Underdog – Suzan-Lori Parks - The Glory of Living – Rebecca Gilman - Yellowman – Dael Orlandersmith - 2003: Anna in the Tropics – Nilo Cruz - The Goat or Who Is Sylvia? – Edward Albee - Take Me Out – Richard Greenberg - 2004: I Am My Own Wife – Doug Wright - Man from Nebraska – Tracy Letts - Omnium Gatherum – Theresa Rebeck și Alexandra Gersten-Vassilaros | - 2005 Doubt: A Parable – John Patrick Shanley - The Clean House – Sarah Ruhl - Thom Pain (based on nothing) – Will Eno - 2006: nedecernat - Miss Witherspoon – Christopher Durang - The Intelligent Design of Jenny Chow – Rolin Jones - Red Light Winter – Adam Rapp - 2007: Rabbit Hole – David Lindsay-Abaire - Bulrusher – Eisa Davis - Orpheus X – Rinde Eckert - Elliot, a Soldier's Fugue – Quiara Alegría Hudes - 2008 August: Osage County – Tracy Letts - Dying City – Christopher Shinn - Yellow Face – David Henry Hwang - 2009 Ruined – Lynn Nottage - Becky Shaw – Gina Gionfriddo - In the Heights – Lin-Manuel Miranda și Quiara Alegría Hudes |

### Anii 2010
| - 2010: Next to Normal – Tom Kitt și Brian Yorkey - Bengal Tiger at the Baghdad Zoo – Rajiv Joseph - The Elaborate Entrance of Chad Deity – Kristoffer Diaz - In the Next Room (or The Vibrator Play) – Sarah Ruhl - 2011: Clybourne Park – Bruce Norris - Detroit – Lisa D'Amour - A Free Man of Color – John Guare - 2012: Water by the Spoonful – Quiara Alegría Hudes - Other Desert Cities – Jon Robin Baitz - Sons of the Prophet – Stephen Karam - 2013: Disgraced – Ayad Akhtar - Rapture, Blister, Burn – Gina Gionfriddo - 4000 Miles – Amy Herzog - 2014: The Flick – Annie Baker - The (Curious Case of the) Watson Intelligence – Madeleine George - Fun Home – Jeanine Tesori și Lisa Kron | - 2015: Between Riverside and Crazy – Stephen Adly Guirgis - Marjorie Prime – Jordan Harrison - Father Comes Home From the Wars (Parts 1, 2, 3) – Suzan-Lori Parks - 2016: Hamilton – Lin-Manuel Miranda - The Humans – Stephen Karam - Gloria – Branden Jacobs-Jenkins - 2017: Sweat – Lynn Nottage - A 24-Decade History of Popular Music – Taylor Mac - The Wolves – Sarah DeLappe - 2018: Cost of Living – Martyna Majok - 2019: Fairview – Jackie Sibblies Drury |

### Anii 2020
| - 2020: A Strange Loop – Michael R. Jackson - 2021: The Hot Wing King – Katori Hall - 2022: Fat Ham – James Ijames |

## Musicaluri
Nouă musicaluri au câștigat Premiul Pulitzer pentru dramaturgie, aproximativ unul pentru fiecare deceniu din anii 1930 până în anii 2010. Acestea sunt: Of Thee I Sing (1932) al lui George și Ira Gershwin, South Pacific (1950) al lui Rodgers și Hammerstein, Fiorello! (1960) al lui Bock & Harnick, How to Succeed in Business Without Really Trying (1962) al lui Frank Loesser, A Chorus Line (1976) al lui Marvin Hamlisch, Ed Kleban, James Kirkwood și Nicolae Dante, Sunday in the Park with George (1985) al lui Stephen Sondheim și James Lapine, Rent (1996) al lui Jonathan Larson, Next to Normal (2010) al lui Brian Yorkey și Tom Kitt și Hamilton (2016) al lui Lin-Manuel Miranda.

## Câștigători de mai multe ori
Eugene O'Neill a câștigat premiul Pulitzer pentru dramaturgie de patru ori, dintre care trei premii au fost obținute în anii 1920. Mai multe persoane au câștigat premiul de două sau de trei ori.
- Eugene O'Neill, 1920, 1922, 1928 și 1957
- Robert E. Sherwood, 1936, 1939 și 1941
- Edward Albee, 1967, 1975 și 1994
- George S. Kaufman, 1932 și 1937, împărțite cu colaboratorii
- Thornton Wilder, 1938 și 1943
- Tennessee Williams, 1948 și 1955
- August Wilson, 1987 și 1990
- Lynn Nottage, 2009 și 2017

Cei mai mulți destinatari ai premiului într-un singur an au fost în 1976, când cinci persoane—Michael Bennett, James Kirkwood, Jr., Nicolae Dante, Marvin Hamlisch și Edward Kleban—au împărțit premiul muzicalul A Chorus Line.
Lynn Nottage este singura femeie dramaturg care a câștigat premiul de două ori. Ea și August Wilson sunt singurii dramaturgi de culoare care au obținut premiul.